# 諸蕃志

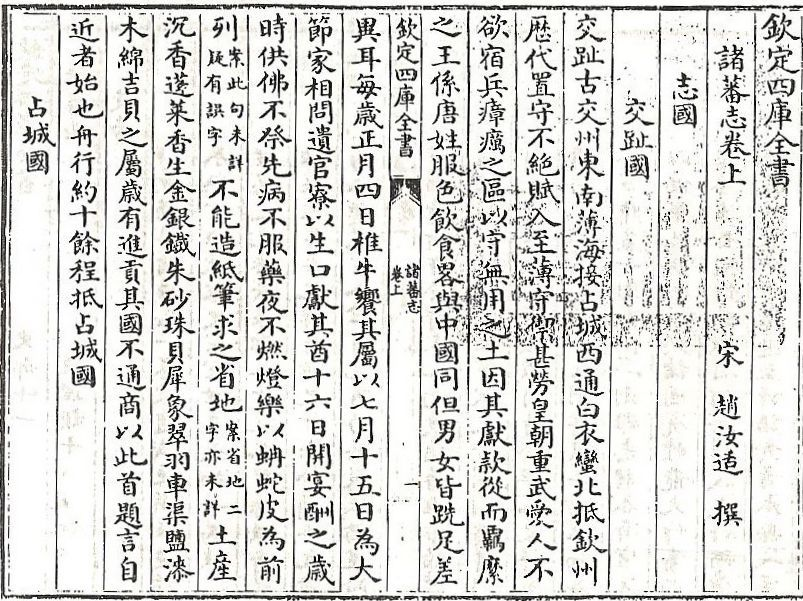
諸蕃志

『諸蕃志』 (しょばんし、ピン音:Zhufan Zhi、ウェード式:Chu-fan-chi）は、中国南宋時代に成立した地誌。1225年ごろ成立。
泉州の市舶司をつとめた趙汝适（ちょうじょかつ、ピン音:Zhao Rugua、1170–1231）によって編纂された。周去非が著述した『嶺外代答』（1178年）から資料をとっている。
上巻は東南アジア、西アジアを中心にした中国から海路で行くことのできる各国（流求国や倭国もある）の場所、習俗、特産物について、下巻は物産品の目録・カタログである。西はシチリア島の記述もある。
乳香が、ミルバト(オマーン)、Shihr、ドファールの山を産地とし、アラビアのザバグ王国(Sanfoqi)での交易にちなみ、Sanfoqiとして知られる、と書かれている

## 文献
- 趙汝适 『諸蕃志』藤善真澄ほか訳注 ＜関西大学東西学術研究所訳注シリーズ＞ 関西大学出版部、1991年